# Піски (Роменський район)
Піски́ —  село в Україні, в Сумській області, Роменському районі. Населення становить 143 особи. Входить до складу Роменської міської громади.. До 2020 орган місцевого самоврядування - Коржівська сільська рада.

## Географія
Село Піски розташоване на правому березі річки Сула, село омиває річка з трьох сторін. Вище за течією на відстані 3.5 км розташоване місто Ромни, нижче за течією на відстані 2 км розташоване село Садове, на протилежному березі - села Бобрик та Біловод.
Річка у цьому місці звивиста, утворює лимани, заболочені озера.

### Заказник
Біля села розташований Загальнозоологічний заказник місцевого значення «Байбачий».

## Історія
Село постраждало внаслідок геноциду українського народу, проведеного урядом СРСР 1923-1933 та 1946-1947 роках.
12 червня 2020 року, відповідно до розпорядження Кабінету Міністрів України № 723-р «Про визначення адміністративних центрів та затвердження територій територіальних громад Сумської області», село увійшло до складу Роменської міської громади.
19 липня 2020 року, в результаті адміністративно-територіальної реформи та ліквідації Роменського району(1930—2020), увійшло до складу новоутвореного Роменського району.

## Політика

### Парламентські вибори, 2019
На позачергових парламентських виборах 2019 року у селі функціонувала окрема виборча дільниця № 590508, розташована у приміщенні фельдшерського пункту.
Результати
- зареєстровано 70 виборців, явка 77,14%, найбільше голосів віддано за Всеукраїнське об'єднання «Батьківщина» — 33,96%, за «Слугу народу» — 26,42%, за Радикальну партію Олега Ляшка — 13,21%[3]. В одномандатному окрузі найбільше голосів отримав Віктор Ладуха (Всеукраїнське об'єднання «Батьківщина») — 29,63%, за Анатолія Кобзаренка (самовисування) — 27,78%, за Максима Гузенка (Слуга народу), Валентина Бондаренка (Голос) і Ігоря Шкурата (самовисування) — по 9,26%[4].